# Scaphiopus
Scaphiopus là một chi lưỡng cư không đuôi Bắc Mỹ. Chúng khác với các loài cóc "thực sự" (trong Bufonidae) ở chỗ có con ngươi thẳng đứng, thiếu tuyến parotoid, và da khá mịn. Nét nổi bật nhất của chúng là cặp chân sau hình thuổng nhô ra. Đôi chân này giúp chúng dễ dàng đào xuống đất mềm. Danh pháp khoa học của chi cũng có nghĩa là "chân thuổng", hợp từ skaphís (σκαφίς, ‘thuổng, xẻng’) và pous (πούς, ‘bàn chân, cẳng’).

## Loài
Scaphiopus từng được xếp vào họ Pelobatidae, nhưng nay được đặt trong họ Scaphiopodidae. Có ba loài trong chi Scaphiopus:
- Scaphiopus couchii Baird, 1854
- Scaphiopus holbrookii (Harlan, 1835)
- Scaphiopus hurterii Strecker, 1910